# Siderúrgica Norte Brasil
A Siderúrgica Norte Brasil (SINOBRAS) é a maior indústria siderúrgica do Norte e Nordeste do Brasil em operação. A empresa é integrada à Aço Cearense, uma empresa de metalurgia com sede em Fortaleza.
Sua usina situa-se na cidade de Marabá, na região do Carajás, no sudeste do estado do Pará, sua produção estimada hoje é de 300 mil toneladas aço laminado por ano, e conta com um quadro de 1.700 funcionários. Ocupa o terceiro lugar no ranking nacional de multas ambientais, sendo considerada uma das maiores desmatadoras da Amazônia.

## Serviços
A empresa beneficia o minério retirado da Serra dos Carajás, no sudeste do Pará, pela Vale. Sua produção é voltada para o mercado interno, principalmente construção civil. A empresa faz parte do grupo que é o principal importador de aço do Brasil, comprando o produto da China, Rússia, entre outros.

## Atualmente
A Sinobras possui diversos investimentos, entre eles o consórcio da Usina Hidrelétrica de Belo Monte, sendo a única empresa paraense a ter participação no consórcio, detendo 1,1% na Sociedade de Propósito Específico, e em parceria com a Vale, está implantando o projeto Alpa (Aços Laminados do Pará), que será a maior indústria de aço-siderúrgico da região.
A empresa foi uma das únicas do Distrito Industrial de Marabá que não paralisou suas operações em consequência de irregularidades ambientais e da Crise econômica de 2008-2009. Ela já mantinha um projeto independente de reflorestamento e políticas de sustentabilidade, além de participar do Fundo Florestal Carajás, criado em 2007 para fomentar e fiscalizar projetos de reflorestamento.
A Sinobras produz atualmente 300 mil toneladas de vergalhões de aço longo por ano. Todo o material é destinado ao mercado interno.